# Zoltán Farkas
Zoltán Farkas (n. 11 iulie 1913, Budapesta, Austro-Ungaria – d. 18 iunie 1980, Budapesta, Republica Populară Ungară) a fost un regizor și editor maghiar.

## Filmografie selectivă

### Regizor
- 1938 Sportszerelem
- 1941 Egy tál lencse
- 1941 Végre!
- 1942 A hegyek lánya
- 1942 Kísértés
- 1942 Negyedíziglen
- 1943 Futótűz
- 1944 Gyanú
- 1944 Nászinduló
- 1957 Întâlnire la bal (Gerolsteini kaland)

### Editor
- 1935 Az okos mama
- 1935 Köszönöm, hogy elgázolt
- 1935 Elnökkisasszony
- 1935 A nagymama
- 1936 A királyné huszárja
- 1936 Pókháló
- 1937 Fizessen, nagysád!
- 1937 Pesti mese
- 1937 120-as tempó
- 1938 Az ember néha téved
- 1938 Sportszerelem (și regizor)
- 1938 Az örök titok
- 1938 Fekete gyémántok
- 1938 A papucshős
- 1938 Péntek Rézi
- 1938 A hölgy egy kissé bogaras
- 1939 Szervusz Péter!
- 1939 Gyimesi vadvirág
- 1939 Pusztai királykisasszony
- 1939 Toprini nász
- 1939 Isten tenyerén
- 1939 Tökéletes férfi
- 1939 Áll a bál
- 1939 Karosszék
- 1939 Hölgyek előnyben
- 1939 Halálos tavasz
- 1940 Az utolsó Vereczkey
- 1940 Párbaj semmiért
- 1940 Göre Gábor visszatér
- 1940 Gül Baba
- 1940 Erzsébet királyné
- 1940 Igaz vagy nem?
- 1940 Hazajáró lélek
- 1941 A szűz és a gödölye
- 1941 Tokaji aszú
- 1941 Beáta és az ördög
- 1941 Gyurkovics fiúk
- 1941 Végre! (și regizor)
- 1941 Életre ítéltek!
- 1941 Néma kolostor
- 1942 Kölcsönkért férjek
- 1942 Negyedíziglen (și regizor)
- 1942 Nehéz kesztyűk
- 1958 Razzia
- 1960 Merénylet
- 1960 Az óriás
- 1960 Kilenc perc…
- 1960 Szorongó varázs
- 1961 Csutak és a szürke ló
- 1961 Katonazene
- 1962 Délibáb minden mennyiségben
- 1962 Májusi fagy
- 1962 Házasságból elégséges
- 1962 Húsz évre egymástól
- 1962 Az utolsó vacsora
- 1963 A Tenkes kapitánya
- 1963 Kertes házak utcája
- 1963 Oldás és kötés
- 1963 Asszony a telepen
- 1963 A szélhámosnő
- 1964 Férjhez menni tilos!
- 1964 Miért rosszak a magyar filmek?
- 1965 A helység kalapácsa
- 1965 Így jöttem
- 1965 Háry János
- 1966-1967 Princ, a katona
- 1966 Szegénylegények
- 1966 Patyolat akció
- 1966 A férfi egészen más
- 1967 Harlekin és szerelmese
- 1967 Jaguár
- 1967 Ezek a fiatalok
- 1967 Tüskevár
- 1967 Csend és kiáltás
- 1967 Csillagosok, katonák
- 1968 Mi lesz veled Eszterke?
- 1968 Eltávozott nap
- 1969 Holdudvar
- Fényes szelek
- 1969 A beszélő köntös
- 1969 Sirokkó
- 1970 A nagy kék jelzés (1970)
- 1970 Mérsékelt égöv
- 1970 Szép magyar komédia
- 1970 Szép lányok, ne sírjatok!
- 1971 Prés
- 1971 Egy óra múlva itt vagyok…
- 1971 Horizont
- 1971 A gyilkos a házban van
- 1971 Égi bárány
- 1971 A halhatatlan légiós
- 1972 Még kér a nép
- 1972 Hekus lettem
- 1972 Romantika
- 1972 A vőlegény nyolckor érkezik
- 1973 Lányarcok tükörben
- 1973 Az idő ablakai
- 1973 Szabad lélegzet
- 19730Nincs idő
- 1974 A locsolókocsi
- 1974 Hószakadás
- 1974 Szerelmem, Elektra
- 1976 Ha megjön József
- 1976 Azonosítás
- 1977 Küldetés
- 1979 A kedves szomszéd

## Premii
- 1942 La bienala Festivalului de la Veneția Medalie pentru filmul Negyedíziglen